# Лилонгве
Лило́нгве (англ. Lilongwe [lɪˈlɒŋweɪ], ньянджа Ri'ɽo.gwe [ɽiˈɽoᵑɡʷe]) — столица Малави и административный центр Центральной провинции Малави.

## Этимология
Название города от одноимённого гидронима — реки Лилонгве, на которой он расположен.

## География
Город расположен в центральной части Малави, недалеко от границы с Замбией и Мозамбиком, на высоте 1110 метров над уровнем моря на реке Лилонгве. Лилонгве сосредоточен вокруг двух центров — Старого города (исторического района с преобладающей жилой застройкой и предприятиями торговли и общественного питания местного значения) и Столичного холма (англ. Capital Hill), расположенного в 5 км от исторического центра и включающего комплекс правительственных зданий, за исключением располагающегося в Блантайре Верховного суда, и дипломатические представительства. В новой части Лилонгве современная жилая застройка, там размещены отели и представительства международных и национальных компаний.
Климат — экваториально-муссонный. Средняя температура воздуха в самый жаркий месяц — ноябрь — составляет +25 °C, июля — +15 °C. Жара выше +30 °C наблюдается крайне редко. Изредка бывают в июне-августе заморозки. Среднее количество осадков — приблизительно 1200 мм. На территории города преобладают лиственные вечнозелёные леса. 370 акров площади города занимает природный заповедник, где можно увидеть множество разнообразных видов тропических птиц, несколько видов млекопитающих — таких, как львы, леопарды и гиены, а также протекающую через парк и изобилующую крокодилами реку Лингадзи.
Через Лилонгве проходит главная автомагистраль Малави M1, ведущая с севера на юг страны, и дороги, соединяющие запад и восток Малави. Железная дорога соединяет город с Замбией и Мозамбиком. Рядом с Лилонгве расположен международный аэропорт. Положение Лилонгве как географического центра страны подчёркивается его равной удалённостью от крупных центров населения на севере и юге (Мзузу и Блантайр, 330-360 км) и на западе и востоке (Мчинджи и Салима, по 100 км).

## История развития города
Лилонгве — сравнительно молодой город. До начала XX века на месте современного Лилонгве находилось маленькое селение, известное как Бвалиа. В 1902 году местный вождь Нджева инициировал строительство в этом месте бомы — укреплённого пункта, получившего название в честь протекавшей рядом реки Лилонгве. В 1904 году Лилонгве получил статус резиденции региональных колониальных властей. При поселении был открыт филиал Корпорации африканских озёр, а затем в Лилонгве начали прибывать первые азиатские торговцы.
Значение Лилонгве возросло в 1909 году, когда через него прошла железная дорога, соединявшая Форт-Маннинг к западу от него с Форт-Джеймсоном в Север-Восточной Родезии. Через четыре года железнодорожное сообщение соединило Лилонгве также с Дедзой. К 1910 году в Лилонгве уже действовало почтовое отделение, функционировали магазин Корпорации африканских озёр и миссия Белых отцов. После Первой мировой войны табак, выращиваемый в районе Лилонгве, заинтересовал компанию Imperial Tobacco, открывшую там завод в 1930 году. В регионе одна за другой возникали плантации и фабрики других табачных фирм, и табачная биржа Лилонгве стала местом проведения крупнейших торгов в стране.
В 1964 году Хастингс Банда обнародовал план развития региона, включавший строительство дороги по берегу озера Ньяса, учреждение Университета Малави и дальнейший перенос столицы страны из Зомбы в Лилонгве. Британские власти отказались финансировать перенос столицы, и нужные средства были получены в виде займа от ЮАР. Лилонгве официально получил статус столицы в 1975 году. В 1970—1980-е годы были построены промышленные районы на севере города и железнодорожные ветки, связавшая Лилонгве с Салимой на востоке и замбийской границей на западе. В 1983 году начал работу международный аэропорт Лилонгве, в начале 1990-х годов завершено строительство нового правительственного комплекса, вначале служившего местом работы Национального собрания, а при Бингу ва Мутарике ставшего резиденцией президента страны.

## Население, язык, вероисповедание

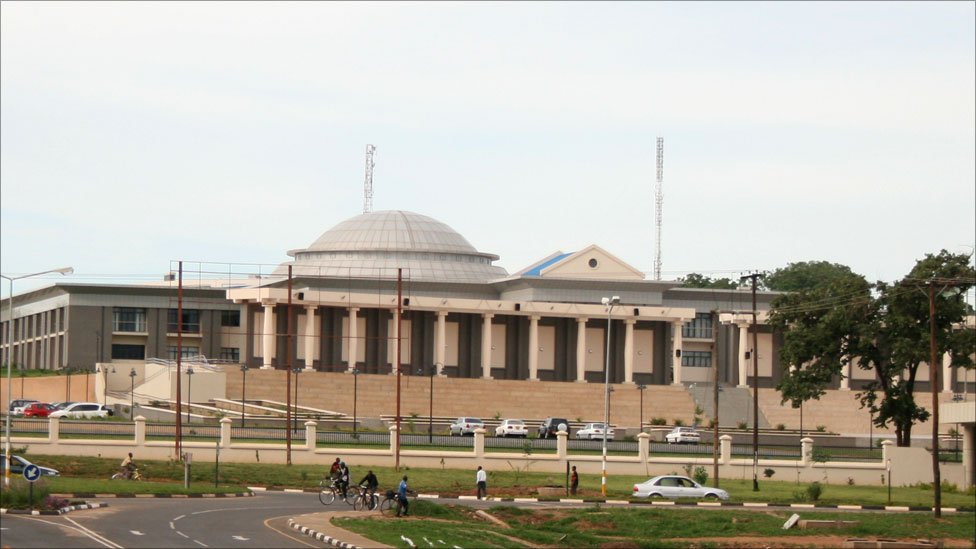
Здание парламента

Согласно «Историческому словарю Малави», за период с 1977 по 2009 год население Лилонгве выросло с 99 до 900 тысяч человек. Согласно переписи населения 2008 года, в городе проживали 669,5 тысячи человек, а к следующей переписи, прошедшей в 2018 году, население Лилонгве достигло 989,3 тысячи жителей. К 2018 году среднегодовой прирост населения Лилонгве составлял 3,8 %, и с 1998 года число жителей города удвоилось. По прогнозам ООН к 2100 г население столицы Малави составит 8 млн человек, а с пригородами — более 20 млн человек. При площади 403 км² плотность населения в 2018 году составляла 2455 человек на км². Однако плотность населения Лилонгве крайне неоднородна: согласно отчёту Программы ООН по населённым пунктам за 2011 год, 76 % обитателей Лилонгве проживали в несанкционированных поселениях на 12 % площади города.
Большинство населения относится к африканцам местного происхождения, в основном из народностей  чева (более 40 % от общего числа жителей), нгони, ломве, яо и тумбуко. Также в столице проживают европейцы и азиаты. Свыше четверти населения города — дети и подростки в возрасте до 14 лет включительно, жители в возрасте 65 лет и старше составляют менее 1,5 % от общей численности населения.
Жители Малави разговаривают на многочисленных племенных языках, однако официальными языками государственных служб являются английский и ньянджа (чичева). Преобладающая религия в Лилонгве — христианство (около 80 % жителей), основные деноминации — католицизм, англиканская Церковь Центральной Африки и пресвитерианство. Около 13 % населения города исповедуют ислам.
По данным ООН, около 25 % населения живут ниже черты бедности, уровень безработицы составляет 16 %. Согласно переписи населения 2018 года, из 422 тысяч жителей Лилонгве в возрасте 15—64 лет, составлявших экономически активную часть населения столицы, безработными были 90 тысяч человек, или 21 % (в среднем по Малави уровень безработицы составлял 28 %, в городах — 31 %).

## Культурное значение
13 % населения столицы в возрасте 5 лет и старше неграмотно, что больше, чем в Мзузу (9 %), Зомбе и Блантайре (10 %), но значительно ниже, чем в среднем по стране (31 %). При этом Лилонгве представляет собой важный научно-образовательный и культурный центр Малави. В городе действуют медицинский, сельскохозяйственный и технический колледжи, Сельскохозяйственная исследовательская станция (основана в 1948 году), Центральная ветеринарная лаборатория (1974), Национальная библиотечная служба с библиотечным фондом более чем на 700 тысяч томов.
Важными достопримечательностями являются заповедник, разделяющий Старый и новый город, и культурный центр «Кумбали», где проходят представления этнической музыки и танца. Туристической достопримечательностью Старого города является рынок, на котором можно купить самые разнообразные товары: раскрашенные вручную ткани, вудуистские амулеты, деревянные маски и украшения.